# 어스 (1998년 영화)
어스(Earth)는 캐나다에서 제작된 디파 메타 감독의 1998년 드라마, 멜로/로맨스, 전쟁 영화이다. 마이아 세스나 등이 주연으로 출연하였고 디파 메타 등이 제작에 참여하였다.

## 출연

### 주연
- 마이아 세스나
- 난디타 다스

### 조연
- 커브허스한 카반다
- 바비 싱
- 키투 기드와니
- 라구비르 야다브
- 카비르 초드허리
- 아리프 자카리아
- 에릭 피터슨
- 굴샨 그로버
- 로렌 워커
- 시니아 자인
- 라훌 칸나
- 빠완 말호뜨라
- 아미르 칸
- 라드히카 싱
- 라젠드라 쿠마
- 자베드 자프리
- 모히니 마수르
- 밥시 시드화
- 샤바나 아즈미

## 제작진
- 원작자: 밥시 시드화
- 프로듀서: 딜립 메타
- 미술: 아라드하나 세스
- 배역: 우마 다 쿤하